# Mulude
Mulude, maulide ou molude (em árabe: مولد; romaniz.: mawlid, mevlid, mevlit, mulud) ou mulude nabi xarife (em árabe: مَولِد النَّبِي‎; romaniz.: mawlidu n-nabiyyi) é a recordação islâmica realizada por alguns muçulmanos do nascimento do Profeta Maomé.

Não há qualquer menção ao evento no Alcorão; pelo contrário, segundo os companheiros de Maomé,  este proibiu a celebração de seu aniversário, dizendo:
| “ | Não exagereis sobre mim como os cristãos exageraram sobre o filho de Maria. Eu sou apenas um e servo, temente a Alá. | ” |

Ao longo dos tempos, alguns teólogos opuseram-se a esta prática considerando-a como alheia à religião muçulmana (bid'ahs, "inovações que conduzem ao pecado"). É provável que ela seja o resultado de influências cristãs, em concreto a celebração do Natal como data do nascimento de Jesus Cristo. O uaabismo, uma corrente do Islão surgida no século XVIII e que é hoje oficial na Arábia Saudita, é contra esta celebração.[carece de fontes?]
Mesmo assim, milhares de muçulmanos pelo mundo comemoram o aniversário com canções e orações. Em alguns países são feitos desfiles e tornou-se ao longo dos anos o hábito da queima de fogos de artifício. [carece de fontes?]
Para os sunitas, a celebração de 1207 foi a primeira. Nessa data, em Irbil (perto de Moçul naquilo que é hoje o Iraque), o cunhado de Saladino, Almuzafar Adim Gocburi, organizou grandes celebrações da ocasião, com a presença de vários músicos e saltimbancos. [carece de fontes?]

## Mulude no calendário gregoriano
As seguintes datas para a celebração desta festa são apenas aproximadas. A primeira data refere-se à data dos sunitas e a segunda a dos xiitas.[carece de fontes?]
- 2006:11 de Abril, 16 de Abril
- 2007:31 de Março, 5 de Abril
- 2008:20 de Março, 25 de Março
- 2009:9 de Março, 14 de Março
- 2010:26 de Fevereiro, 3 de Março.